# Lezioni spirituali per giovani samurai
Lezioni spirituali per giovani samurai (若きサムライのための精神講話?, Wakaki samurai no tameno seishin kowa) è un libro dello scrittore giapponese Yukio Mishima contenente cinque saggi.

## Contenuti
Il libro raccoglie cinque testi che Mishima scrisse tra il 1968 e il 1970, l'anno della sua morte. In essi è rilevabile la svolta che l'autore maturò in quegli anni la scelta di un'azione paramilitare contro un sistema sociale da lui giudicato decadente e agli antipodi dei valori incarnati dall'istituzione imperiale giapponese.

## Edizioni italiane
- Lezioni spirituali per giovani Samurai e altri scritti, trad. dal giapponese di Lydia Origlia, Collana Piccola Enciclopedia n.47, Milano, SE, 1987, ISBN 88-77-100-75-3. - Collana Saggi e Documenti del Novecento n.4, SE, 1988, ISBN 88-77-101-16-4; Torraca, Orsa Maggiore Editrice, 1988, ISBN 978-88-239-0454-5; Milano, CDE, 1991; UEF. Oriente n.1120, Milano, Feltrinelli, 1991; Collana Testi e Documenti n.4, Milano, SE, 2004, ISBN 978-88-771-0603-2.